# Plectiscidea pudica
Plectiscidea pudica är en stekelart som beskrevs av Dasch 1992. Plectiscidea pudica ingår i släktet Plectiscidea och familjen brokparasitsteklar. Inga underarter finns listade i Catalogue of Life.